# Rhododendron selense
Rhododendron selense är en ljungväxtart. Rhododendron selense ingår i släktet rododendron, och familjen ljungväxter.

## Underarter
Arten delas in i följande underarter:
- R. s. dasycladum
- R. s. jucundum
- R. s. selense